# Classe Arleigh Burke

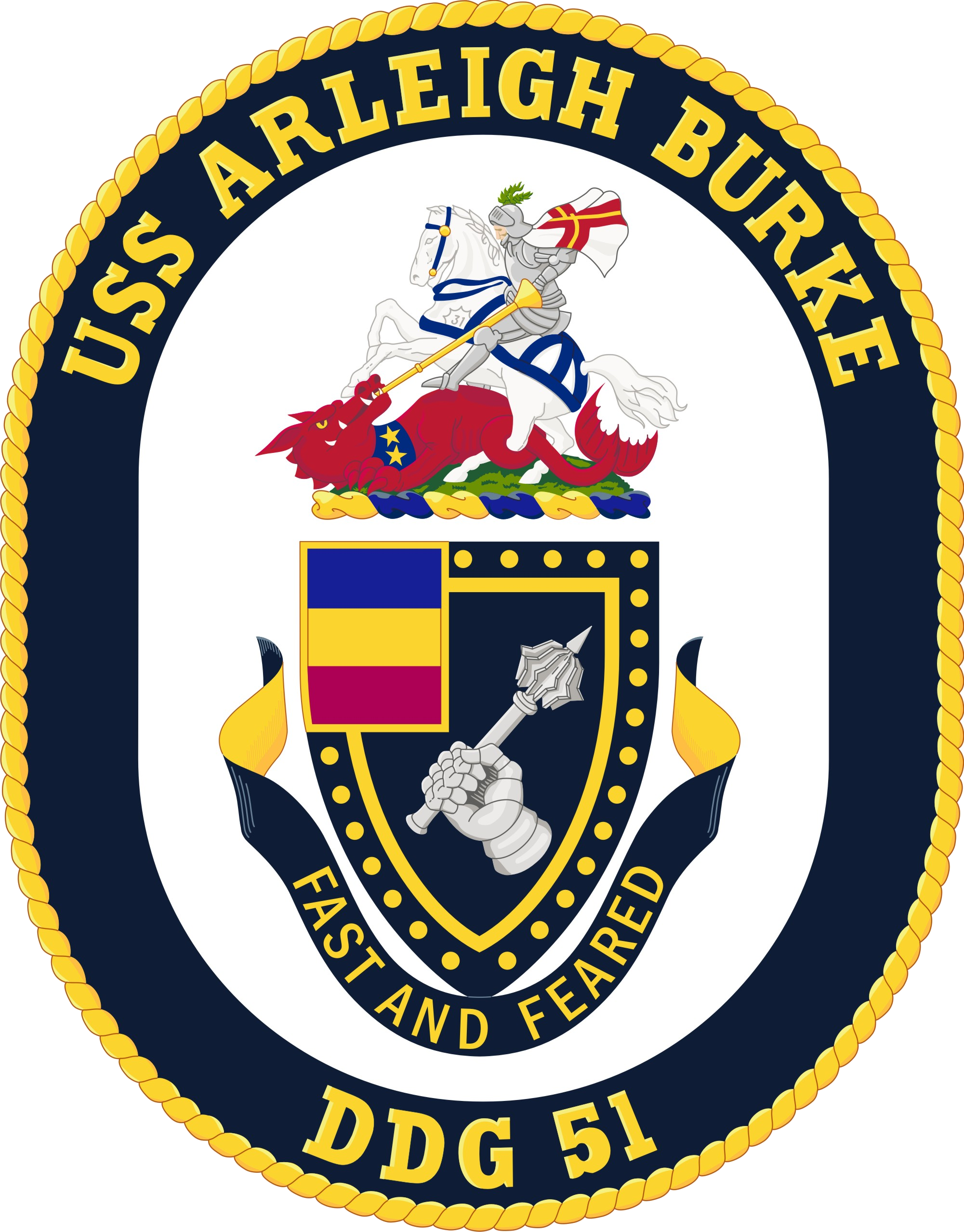
Lo stemma della capoclasse, USS Arleigh Burke (DDG-51)

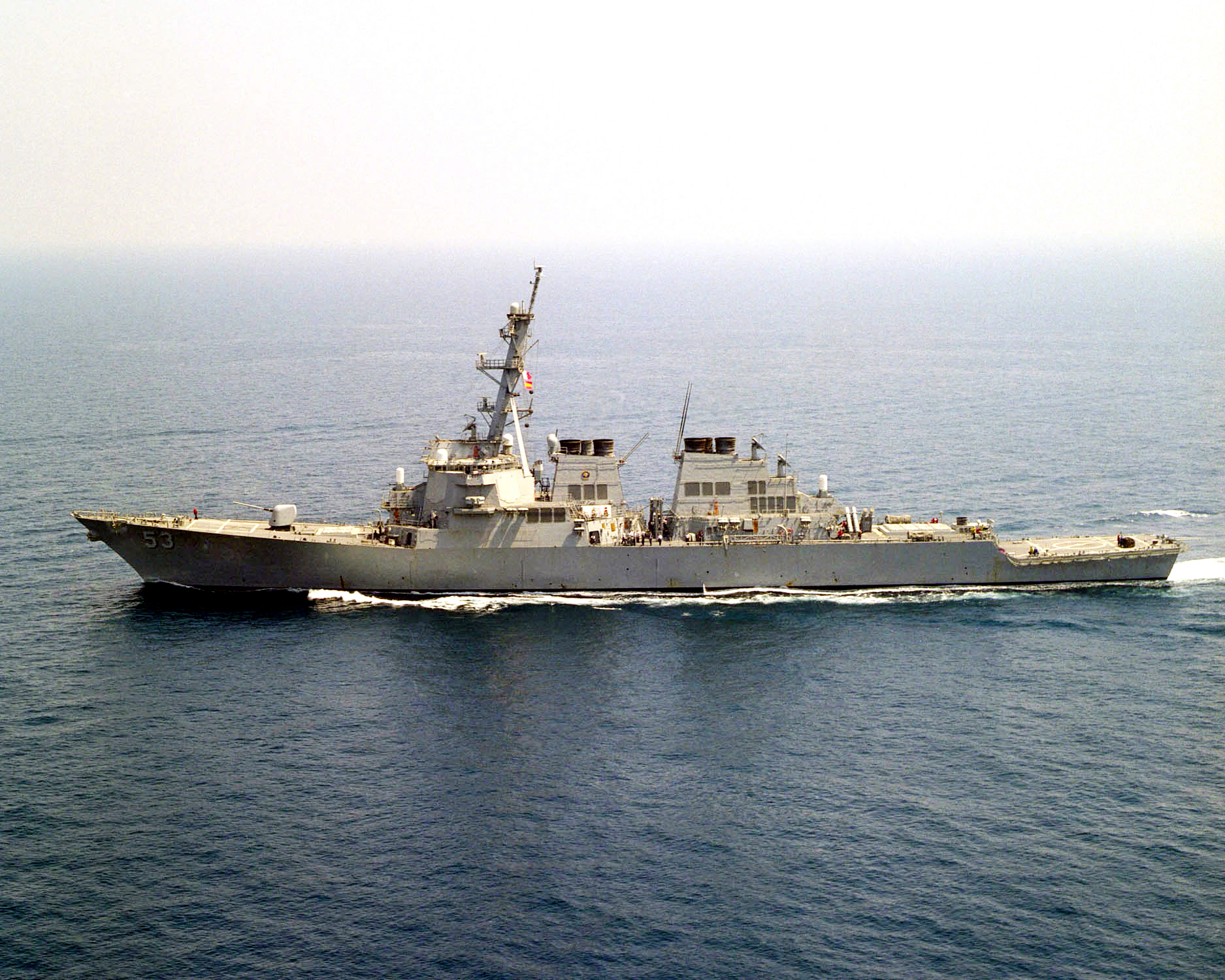
Il Paul Jones mostra tutta la sua sagoma, visto di fianco

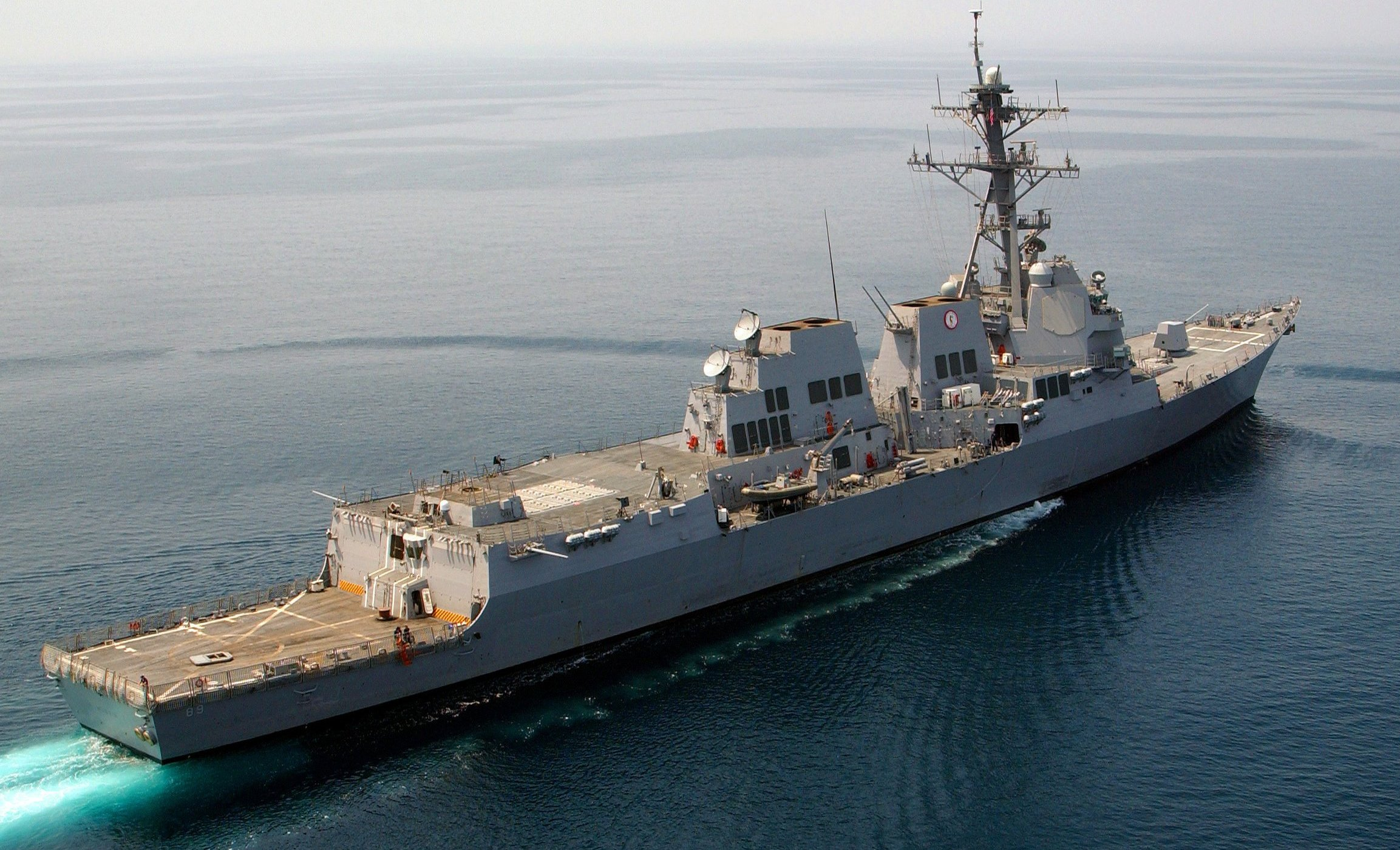
Lo USS Mustin in navigazione nel golfo Persico mentre conduce operazioni di sicurezza marittima (maritime security operations o MSO)

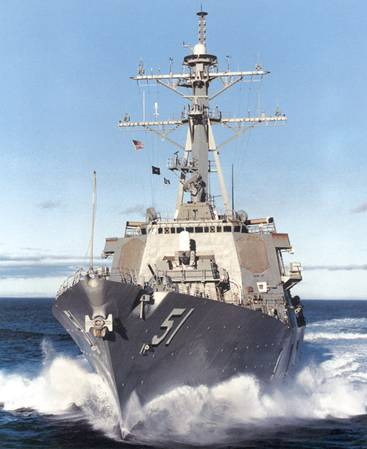
Il Burke in una famosa fotografia, che lo ritrae nella sua caratteristica sagoma, condizionata dai requisiti stealth e dal radar SPY-1D

La classe Arleigh A. Burke è una classe di cacciatorpediniere entrata in servizio nell'US Navy negli anni novanta. Si tratta di navi dotate di un complesso sistema missilistico controllato da radar, denominato AEGIS, lo stesso che è stato introdotto originariamente sugli incrociatori classe Ticonderoga; queste unità hanno rappresentato il primo approccio della US Navy alla realizzazione di unità con caratteristiche stealth. Costruiti in "flights", cioè serie successive, per permettere di correggere quei difetti o lacune che l'impiego operativo fa emergere, essi costituiscono la componente principale delle unità navali antiaeree della marina statunitense.

## Origini

### Nome
Il nome di Arleigh Albert Burke (1901–1996), assegnato alla prima nave, e quindi alla classe, ricorda uno spericolato comandante statunitense di cacciatorpediniere della seconda guerra mondiale, noto per l'audacia delle sue manovre ad alta velocità. Burke era soprannominato "31 nodi" perché riuscì nella considerevole impresa di raggiungere questa velocità in operazioni di combattimento notturno. Sopravvissuto alla guerra, divenne capo della Marina nel 1955-61, ed era ancora in vita al momento del varo della nave capoclasse, a cui poté assistere personalmente.
Il nome delle navi fu in seguito abbreviato in "Burke" per semplicità.

### Genesi
Lo studio approfondito per le navi di questa classe iniziò nei primi anni ottanta. Durante il 1982 arrivarono i fondi per lo studio di fattibilità. Il progetto era noto come DDG-51, dal pannello numerico che sarebbe spettato alla capoclasse, il cinquantunesimo cacciatorpediniere missilistico dell'US Navy.
Nel 1984, dopo un lavoro di elaborazione e sviluppo congiunto tra il Centro Studi Navali di Alexandria e di quello di Washington, venne bandita tra i maggiori cantieri degli USA la gara per la realizzazione delle navi. Lo scopo era, inizialmente, quello di realizzare cacciatorpediniere idonei alla sostituzione di tutti i precedenti pari classe, come gli Spruance gli Charles F. Adams e i Coontz.
Il piano originale era numericamente più modesto di quello che è poi divenuto: si intendeva realizzare 29 navi, con un costo complessivo previsto in 27 miliardi di dollari, poi lievitato a 33 includendo le spese per lo sviluppo dei sistemi d'arma.
Fin dall'inizio l'obiettivo era di ottenere finanziamenti per 80 navi, attraverso la tradizionale politica dei finanziamenti pluriennali prevista dal bilancio della Difesa statunitense. Tale politica non consente di stabilire subito l'ammontare totale degli esemplari da produrre, causando problemi di efficienza produttiva e costi.
Tra le unità necessarie secondo i criteri del tempo vi erano 104 unità Protection Of Sealines (POS), per la protezione delle linee di comunicazione, e 120 Battle Force Combatants (BFC), unità da combattimento di prima linea. Tra le prime, vi erano le fregate classe Oliver Hazard Perry (oltre 50 già realizzate) e loro eventuali versioni migliorate, nonché le 46 vecchie Knox. Erano le BFC ad essere le più importanti e potenti: gli incrociatori Ticonderoga e i caccia Burke.
I Ticonderoga sarebbero stati solo una ventina senza la possibilità di costruire ulteriori navi di questa classe.
Fin da allora erano previste altre navi, ma in ogni caso si prevedeva già che i Burke sarebbero stati, fino almeno al 2025, l'elemento portante.
Questa era la pianificazione all'epoca della marina da "600 navi" che Ronald Reagan voleva fortemente (e che arrivò effettivamente a 588 unità operative nel 1990).
Dopo la fine della guerra fredda, le cose cambiarono rapidamente e intere classi di vecchie navi, vennero rapidamente ritirate, come anche classi di navi più recenti e più dispendiose. Tra le vittime delle riduzioni vi furono molte fregate Perry e tutte le fregate Knox, messe in riserva, radiate oppure vendute a clienti stranieri, essendo troppo vecchie per servire ancora a lungo. D'altra parte, dopo il tracollo sovietico non esisteva più una minaccia credibile alle linee oceaniche.
Le navi da combattimento di prima linea (ovvero quelle note come BFC), invece, sono rimaste di fondamentale importanza, quindi i Ticonderoga e i Burke hanno rimpiazzato tutte le navi di prima linea più vecchie, sia cacciatorpediniere che incrociatori, inclusi una decina a propulsione nucleare, appartenenti ad alcune classi ritirate dal servizio negli anni novanta.
Il sistema Aegis Ballistic Missile Defense System (BMD) di difesa antimissili balistici è stato applicato su 16 navi della classe Burke ed altre 6 sono programmate per un aggiornamento in questo senso anche se secondo altre fonti l'aggiornamento sarebbe programmato per tutte le navi della classe. Visti i tagli al bilancio, la produzione delle navi della classe Burke è in fase di riavvio al posto della prevista classe Zumwalt.

## Filosofia progettuale
La costruzione dei cacciatorpediniere di questa classe è stata influenzata da molteplici esigenze, che ne hanno determinato le caratteristiche tecniche e soluzioni tecnologiche.

### Sopravvivenza
La sopravvivenza comprende innanzitutto la capacità di non farsi localizzare con facilità. Questa è nota come stealthiness (furtività). L'US Navy l'ha introdotta con questa classe, dopo varie altre caratterizzate da una segnatura radar più marcata, come gli Spruance.
Differentemente dai tipi precedenti come i massicci Spruance e gli ancora più imponenti Ticos, le pareti dello scafo e delle sovrastrutture non sono pensate solo come grossi contenitori per armi e sensori, ma sono state progettate, grazie all'ausilio del CAD (progettazione assistita da elaboratore), con l'obiettivo di rendere la nave meno visibile all'osservazione, specie dei radar.
I Burke hanno un aspetto diverso dai tipi precedenti, anche se a scapito dell'aumentata complessità delle strutture e della riduzione del volume interno. Tutte le sovrastrutture e lo scafo hanno infatti una particolare inclinazione, che disperde i riflessi delle spazzate radar in ogni direzione, riducendo nettamente la segnatura radar. Materiali RAM sono pure usati per assorbire parte dell'energia.
Sono state ridotte al minimo anche la segnatura termica e quella acustica. La prima con speciali sistemi per la miscelazione dell'aria, altrimenti molto calda, delle turbine a gas. La seconda con ulteriori contromisure, come l'insonorizzazione e giunti elastici per i supporti dei motori, e un sistema sotto lo scafo che rilascia uno strato di bolle d'aria per ridurre la scia e il rumore (il Prairie Masker canadese). Infine sono stati adottati accorgimenti per ridurre anche la segnatura magnetica, con l'adozione di sistemi di cinture magnetiche di degaussing di tipo avanzato e, per quanto possibile, di materiali amagnetici.
Data la vulnerabilità delle sovrastrutture in lega d'alluminio al fuoco, dimostrata dall'incrociatore USS Belknap (semidistrutto da un incendio) e dalle navi inglesi nella guerra delle Falkland, la ricerca di migliori possibilità di sopravvivenza ha richiesto una diversa e più robusta progettazione utilizzante materiali resistenti alle fiamme. Questi però erano più pesanti aumentando la massa delle sovrastrutture (già appesantite dalla presenza delle antenne radar SPY-1D), così riducendo la stabilità della nave (specialmente in rollio).
Il compromesso è stato trovato nella costruzione delle sovrastrutture utilizzando nuove leghe di acciaio leggere e ad alta resistenza, eccetto che per i due fumaioli ancora in alluminio. A parte questi la nave (scafo e sovrastrutture) è stata quindi costruita in acciaio. In aggiunta alla costruzione vera e propria, 70 tonnellate di kevlar sono state utilizzate per corazzare i punti vitali. Per risparmiare peso è stato comunque necessario erigere un'unica sovrastruttura di grandi dimensioni, piuttosto che due blocchi distinti come nei Ticonderoga. Questo ha comportato che tutte le 4 antenne del radar venissero raggruppate nel torrione anteriore.
La nave, a prescindere dai materiali da costruzione, deve poter sopravvivere a pesanti attacchi convenzionali e quindi le misure di controllo danni sono state portate a livelli elevati, mai prima di allora realizzati in una nave missilistica statunitense. In precedenza queste erano solo piattaforme di sensori e armi, senza riguardo per la resistenza ai danni subiti, perché semplicemente non erano presi in considerazione dato l'esteso impiego di armi nucleari previsto in una guerra totale e i compromessi dovuti all'installazione di un pesante parco di antenne elettroniche su navi piuttosto piccole. Il concetto era piuttosto quello di evitare di essere colpiti.
L'esperienza reale ha peraltro dimostrato che questi criteri non portano a un buon risultato, rendendo necessaria anche l'attenzione agli effetti di danni a bordo, anche di tipo accidentale.
La protezione delle parti sensibili è affidata a corazze sia in kevlar che leghe metalliche. Particolarmente protette sono le munizioni, le centrali di controllo del combattimento e altri gangli vitali. A centro nave è presente una vera "cintura corazzata" antischegge, costituita dal kevlar e dalle paratie metalliche doppie, per destabilizzare con il primo strato e fermare con il secondo proiettili di piccolo calibro e schegge.
I sensori del radar SPY-1D sono costituiti da una schiera di antenne a dipoli in fase; riescono ad operare anche se danneggiati da schegge (gli "occhi" sono infatti molteplici e ciascuno può funzionare fino a quando ha l'alimentazione elettrica, indipendentemente dai danni subiti da quelli vicini), a differenza dei radar delle precedenti generazioni, basati su un unico grande sensore/ricevitore parabolico.

### Schema di sopravvivenza
Il lavoro di progettazione per la riduzione delle segnature non è pensato per rendere la nave immune alla scoperta, ma riduce la portata dei sensori, rendendo quindi minore la distanza richiesta per la localizzazione. Dato un sistema in grado di scoprire uno Spruance a 100 km, probabilmente rispetto ad un Burke tale distanza si ridurrebbe a soli 50 km, riducendo di conseguenza l'area di scoperta da parte del sistema nemico ad un quarto. Inoltre, poiché per colpire l'avversario dovrebbe serrare le distanze, aumenterà la probabilità di essere a sua volta localizzato e distrutto dai sensori di bordo abbinati a sistemi d'arma efficaci e temibili.
In caso la nave venga scoperta ed attaccata, la minore segnatura renderà possibile confondere più facilmente l'attaccante, ed azionando falsi bersagli, nubi di chaff, disturbi radar attivi, bengala e generatori acustici sarà più facile ingannare i sensori di ricerca di siluri e missili.
Infine, nel caso di impatti diretti, i Burke sono predisposti per sopravvivere anche con pesanti danni. Grazie all'elevata automazione, hanno un equipaggio relativamente poco numeroso, ma non tanto da non far fronte ad eventuali emergenze con apposite squadre. I sistemi di comando e controllo della nave sono sistemati nella parte inferiore dello scafo e protetti da paratie d'acciaio doppie. I depositi munizioni sono pure protetti, come i boccaporti dei lanciamissili. L'acciaio contribuisce ad evitare il propagarsi di incendi e danni distruttivi alle sovrastrutture. È poi stato fatto un notevole sforzo per dotare queste navi di una capacità informatica ridondante e distribuita: molti calcolatori e sottosistemi sono duplicati e distribuiti in vari locali, per non essere distrutti da un singolo colpo (le vecchie navi avevano un unico sistema di comando e controllo, vulnerabile ai colpi singoli o persino a semplici guasti).
I circuiti elettrici sono schermati contro gli impulsi elettromagnetici di un'esplosione nucleare (EMP), anche se tali impulsi trovano particolarmente adatte le antenne radio e radar per entrare e causare danni. Si è fatto se non altro uno sforzo per fare in modo che le EMP trovassero ostacoli alla loro azione distruttiva.
Infine, la nave ha una cittadella con protezione NBC, costituita dal filtraggio dell'aria contro agenti batteriologici, chimici e radioattivi. Questa capacità, non così importante sul mare come sulla terraferma (non vi è infatti un ambiente statico permanentemente inquinabile), era stata richiesta per una guerra totale contro l'URSS, e consente ai singoli membri dell'equipaggio di operare in zone contaminate senza le ingombranti tute individuali NBC.

## Progetto generale
Il risultato costruttivo che accorpa tutte queste esigenze ha innanzitutto visto la realizzazione di uno scafo a ponte continuo ("flush deck"), tipico delle navi statunitensi, con il castello (ponte superiore a quello di coperta) lungo l'80% del ponte di coperta, che si trova a sua volta ad una altezza sul mare di 9 m, per tenere conto degli ingombri dei lanciamissili verticali sottocoperta. La prua ha sezione piena, per ridurre la sensibilità al mare grosso, con un pronunciato cavallino (curvatura della linea di coperta) che si estingue all'altezza della tuga anteriore.
Lo scafo è simile a quello degli Spruance, ma la lunghezza, solo 144,43 m al galleggiamento contro 171 (totale), ha comportato una minore stabilità all'onda lunga. Per migliorarla, specie in rollio, la massa delle sovrastrutture è stata concentrata vicina al centro di gravità, con l'uso delle nuove leghe di acciaio leggero ad alta resistenza per contenere i pesi.
Le sovrastrutture sono suddivise in due blocchi, anteriore e posteriore, il primo dei quali è di gran lunga il più importante.
La tuga anteriore (struttura intermedia, che si erge dal ponte principale, su cui vengono edificate le sovrastrutture propriamente dette) ha, anteriormente, una piattaforma per un CIWS Vulcan Phalanx, seguita poi dal torrione. Questo è di gran lunga la struttura più importante comprendendo la plancia di comando, e appena sotto, il radar SPY-1D, con le sue 4 antenne che, a differenza delle Ticonderoga, sono sistemate tutte nel torrione, ciascuna su di uno degli 8 lati. I lati dotati di radar sono i 4 minori. Essi sono inclinati verso l'alto per ridurre la segnatura radar ma tale inclinazione ha anche un ulteriore vantaggio: essendo superfici non verticali, esse comportano un attrito molto minore e quindi una minore resistenza al vento su ogni lato, il che rende le navi più stabili e più veloci rispetto ad una struttura di tipo convenzionale.
Un unico albero, inclinato all'indietro e dalla forma molto semplice, è posto subito dietro la plancia, basato anch'esso sul torrione, con due elementi orizzontali e una serie di piccole antenne per sensori vari. Questi sono un radar di navigazione (sul davanti dell'albero), una cupola bianca (al di sopra) e all'apice 4 serie di antenne. Quelle coperte da dielettrici rettangolari sono radio UHF, quelle antenne filari sono per le HF e altre, verticali, per le VHF.
La tuga prodiera finisce con il fumaiolo anteriore, completo di un ingombrante dissipatore di calore per i gas di scarico, 2 canne principali di grande diametro e una terza più piccola. Vi sono due gru, poste tra i due blocchi di sovrastrutture.
Posteriormente esiste una tuga più piccola che alloggia (da prua a poppa): l'altro fumaiolo, una sovrastruttura alta e stretta (per non ostacolare il radar SPY) con 2 radar di tiro scalati, il CIWS poppiero, il ponte di coperta continuo che comprende il lanciamissili Mk 41 poppiero con a lato i 2 lanciasiluri, curiosamente non protetti (per via della riduzione dell'eco radar e della difesa contro agenti atmosferici). Appena davanti al lanciamissili verticale di poppa vi sono anche i 2 lanciatori quadrupli per Harpoon, anch'essi non integrati né protetti in alcun modo.
Terminato anche il ponte di castello, nell'ultimo tratto esiste la piattaforma di atterraggio per l'elicottero, anche se non vi è hangar, impedendo l'operatività del mezzo in maniera continuativa a bordo della nave. Infine vi sono le apparecchiature sonar di poppa, con il sistema filabile in profondità (VDS).

## Propulsione
I Burke hanno avuto molte richieste in sede di progetto per la realizzazione di un apparato motore che consentisse un'elevata autonomia, altamente necessaria viste le ambizioni oceaniche della flotta USA, ma gli studi in parola non sono riusciti ad approdare a nulla di concreto, così si è continuato ad usare lo stesso sistema degli Spruance e Ticonderoga, un apparato motore a turbine a gas. Queste sono 4 General Electric LM2500, derivate, come per gli analoghi motori inglesi, da versioni aeronautiche, in questo caso le CF6 e TF-39. che hanno riscosso grande successo tra le unità navali.
Le turbine sono calettate su 2 assi con eliche a 5 pale di grande diametro per aumentare l'efficienza, diminuire i giri e il rischio di generare rumore con la cavitazione. Ogni asse funziona normalmente con una turbina, mentre l'altra viene inserita per la massima velocità (Configurazione COGAG, combinato gas e gas). Le eliche ruotano all'opposto una dell'altra, non sono reversibili e quindi si affidano ad una rotazione dell'angolazione delle pale per invertire la spinta che generano, soluzione più semplice e di rapido utilizzo rispetto al fermare l'asse e farlo ripartire con moto contrario, col vantaggio di non generare cavitazione.
Le turbine sono state tarate per 25.000 hp l'una, anziché 20.000 come nel caso degli Spruance, per cercare di compensare uno scafo più corto e meno idrodinamico.
Nonostante i complessivi 100.000 hp la velocità massima è di circa 30 nodi, inferiore a quella dei meno potenti Spruance, che sono pure più pesanti. Uno dei motivi è il maggiore pescaggio, a causa dell'elevata stazza concentrata su di uno scafo molto più piccolo. L'accelerazione, in parziale compenso, è verosimilmente superiore.

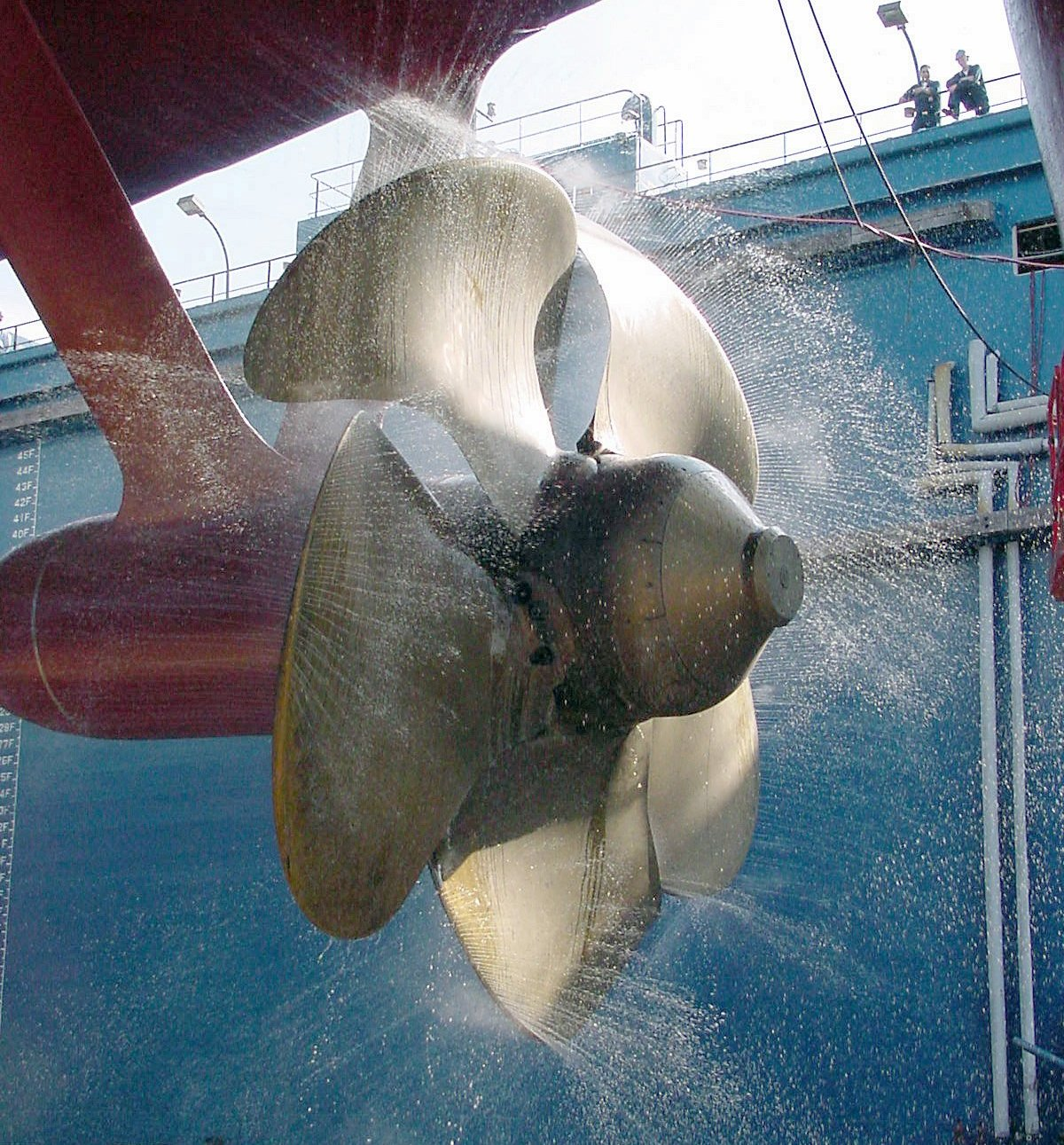
L'elica di dritta dell'USS Churchill mostra il sistema Prairie in funzione: acqua ed aria compressa viene spinta attraverso piccoli fori praticati sulla superficie delle pale

Le caratteristiche delle LM 2550 sono le seguenti:
- Compressore a 16 stadi
- Compressore ad alta pressione: 2 stadi
- Compressore a bassa pressione: 6 stadi
- Rapporto compressione: 17:1
- Palettatura: in lega di titanio e nickel
- Camera di combustione: in lega di nichel, anulare
- Velocità: 3680 giri al minuto
- Potenza max/cont.: 18,4 MW - 25.000 hp
- Rendimento totale: 35,7%
- Consumo specifico: 0,280
- Portata aria ingresso: 66 kg/s
- Portata gas uscita: 68 kg/s
- Temperatura ingresso turbina potenza: 802 °C

Un tale apparato motore presenta pro e contro: è compatto e potente, ma complice anche la relativa inefficienza idrodinamica e i conseguenti aumenti di potenza di cui sopra, comporta un consumo rilevante, specie in crociera. In molte costruzioni di altre nazioni le turbine LM2500 sono abbinate a diesel per le andature di crociera, per realizzare una configurazione CODOG o CODAG (ovvero, COmbinato Diesel E/O Gas).
L'autonomia a velocità di crociera di 20 nodi è limitata a 4.000 miglia nautiche (7.400 km), appena sufficiente per una traversata atlantica e insufficiente per una pacifica. Gli Spruance raggiungono le 6.000 miglia, e se si somma a questo una migliore tenuta al mare grosso e maggiore velocità, appaiono nauticamente come vascelli superiori. Anche fregate missilistiche da 3.000 tonnellate possono vantare autonomie di 5-6.000 miglia a 15 nodi, grazie all'uso di motori diesel di crociera (esempio, le classe Maestrale italiane).
Bisogna notare che le portaerei statunitensi sono capaci di velocità oltre i 30 nodi, potendo mantenerle per periodi indefiniti. Scortarle è un compito impegnativo per i Ticonderoga (con lo scafo degli Spruance), ma lo è molto di più per i Burke.
Un sistema di recupero energia, chiamato RACER, è stato pertanto previsto per recuperare la temperatura dei gas di scarico, raffreddandoli per dare potenza ad una turbina a vapore. Questo consente di migliorare l'autonomia di 1000 miglia, ed è stato previsto a partire dalle navi del lotto "Flight II". Anche così, non si può dire che i Burke non abbiano problemi di autonomia e, sebbene le loro turbine a gas consentano di raggiungere la massima velocità in 5 minuti da fermo, sono uno dei loro principali limiti in un'ottica strategica. Notevole, infine, che per queste grandi navi non sia stata ipotizzata la propulsione nucleare, che pure era stata applicata ai 4 incrociatori classe Virginia. In effetti, malgrado l'elevatissima autonomia questa soluzione, per le navi di superficie, non è mai stata realmente conveniente, e solo le navi più grandi come le portaerei e soprattutto i sottomarini hanno avuto motori nucleari come standard. L'epoca in cui si ipotizzavano flotte interamente nucleari era già finita quando le nuove unità AEGIS vennero concepite, cominciando dai Ticonderoga.
Per le future navi, versione Flight III, è prevista una revisione dell'apparato motore, per rendere più economica la navigazione ed aumentare il raggio d'azione. Si prevede difatti di installare un sistema combinato di turbine a gas e motori elettrici (COGLAG: COmbined Gas eLectric And Gas)): quattro turbine a gas azioneranno altrettanti alternatori che alimenteranno due motori elettrici a magneti permanenti collegati agli assi medianti gruppi riduttori a loro volta collegati a due ulteriori turbine a gas. In andatura di crociera funzioneranno di volta in volta le turbine generatrici elettriche (nel numero necessario dalla potenza richiesta), mentre alla massima andatura tutte le turbine generatrici saranno in funzione insieme alle due turbine calettate sugli assi.

## Il sistema d'arma

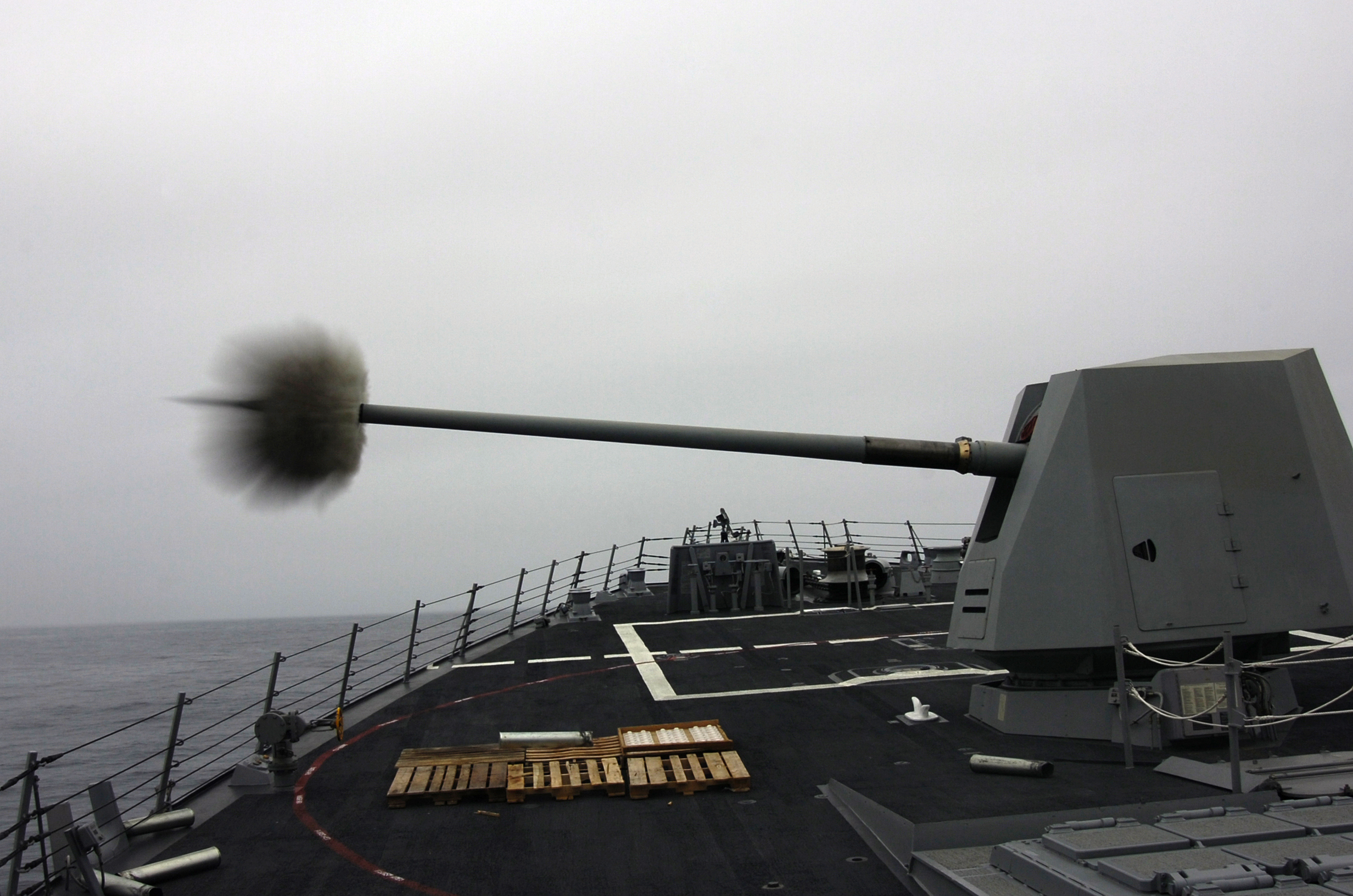
Prova di tiro del cannone Mk 45 sulla USS Preble (DDG 88)

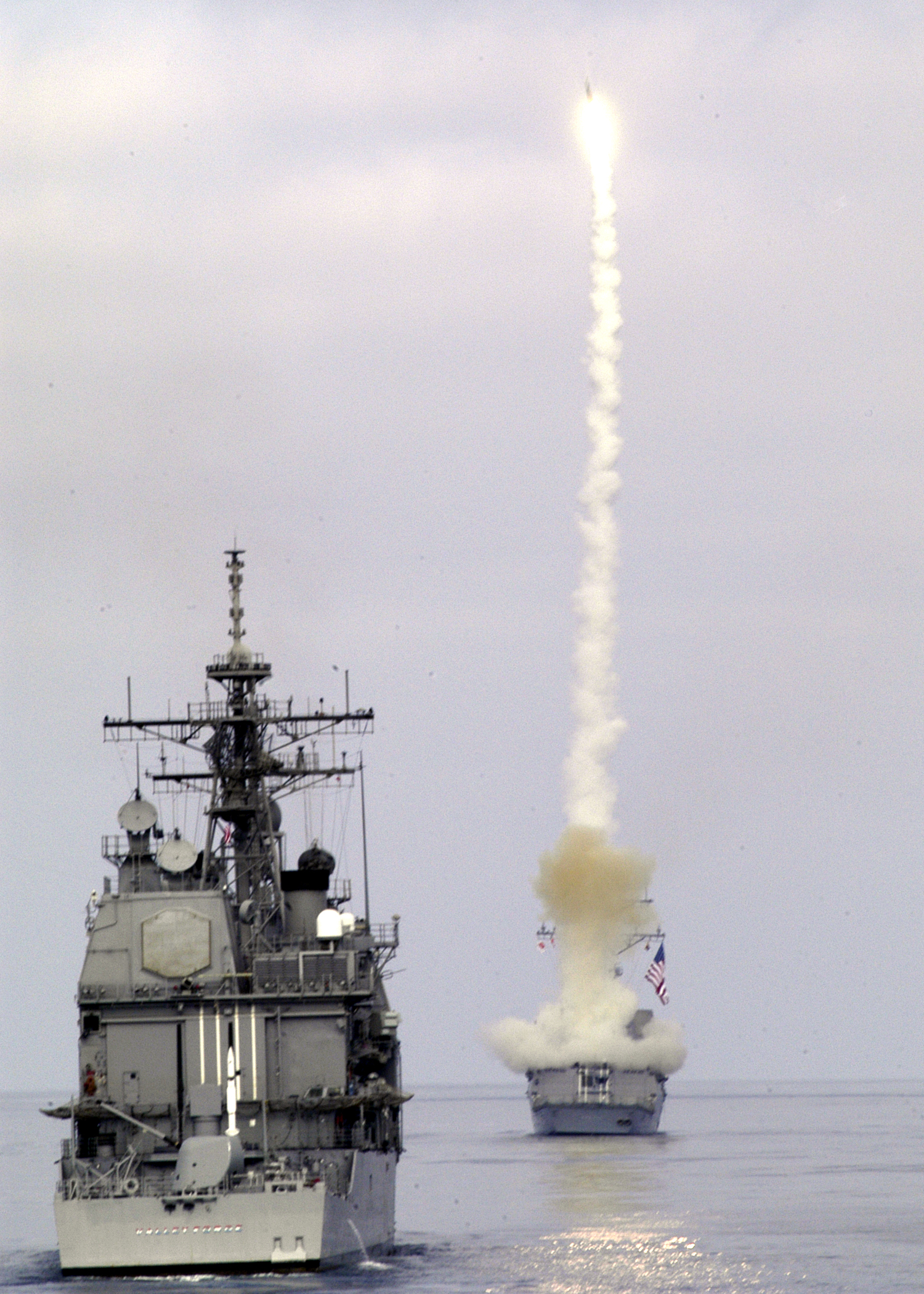
Il Preble lancia un missile dal VLS posteriore, seguito da un Ticonderoga

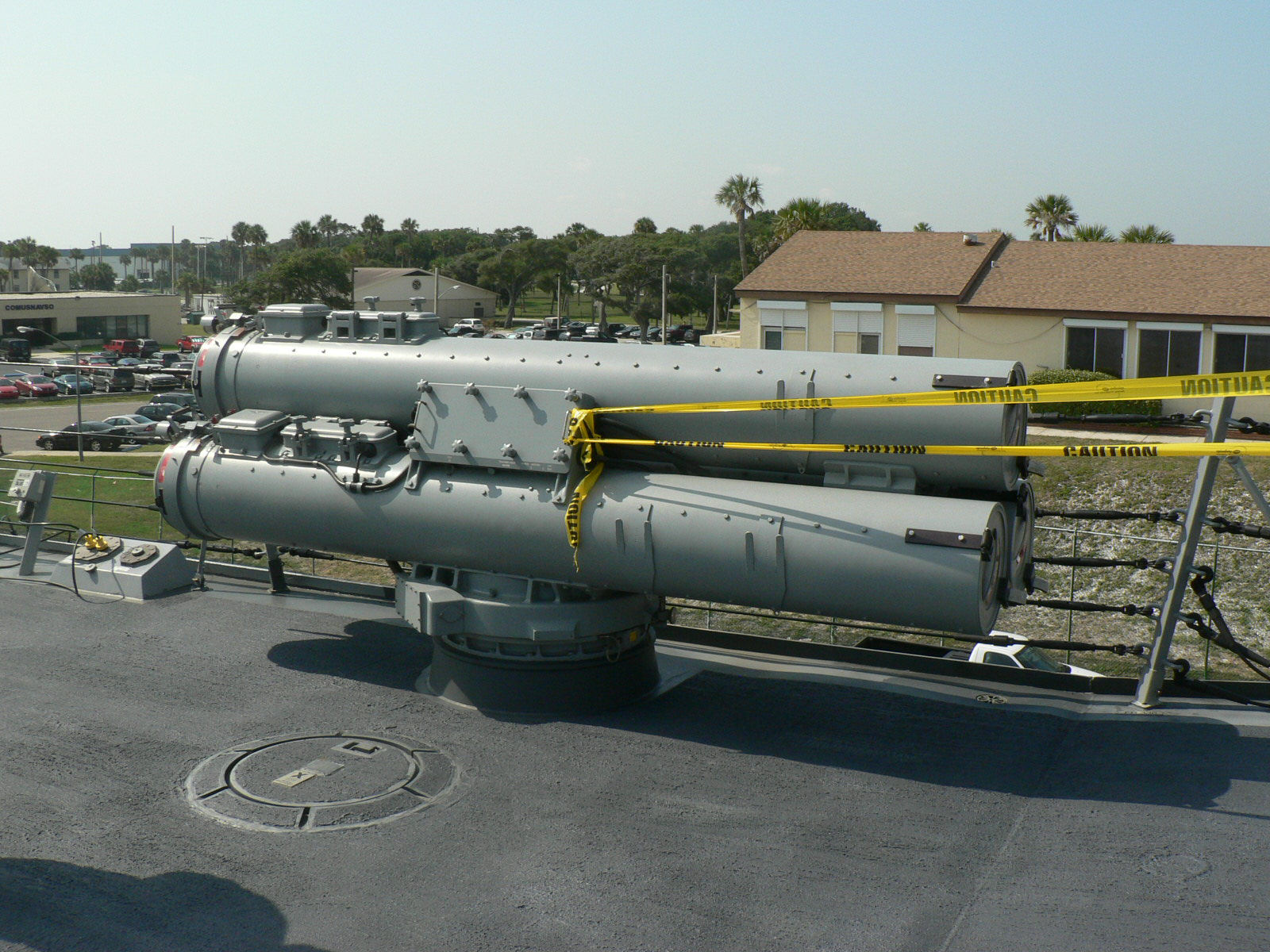
Tubi lanciasiluri a bordo del USS Farragut.

La estrema complessità del sistema di combattimento installato di una nave come i Burke richiede necessariamente, per una disamina, una suddivisione in vari capitoli:

### Potenza di fuoco
La dotazione bellica della nave doveva avere un'architettura condizionata dai 3 concetti basilari: limitare i pesi in alto, integrare tutte le armi e le apparecchiature elettroniche di bordo e rispettare i dettami della stealthiness.
- L'armamento artiglieresco principale consiste in un singolo Mk 45 presente a prua, standard per l'US Navy, che dall'epoca della classe Belknap vede le principali unità di squadra armate di un solo cannone. In questo caso, l'Mk 45 ha una funzione solo limitatamente contraerea in quanto ha una cadenza di tiro, velocità di movimento, e alzo massimo assai inferiori rispetto all'Otobreda 76/62, ma anche al vecchio Mk 42, il primo cannone da 127 mm a raggiungere, nei primi anni 1950, i 40 colpi al minuto. La ragione è che esso venne pensato per essere un'arma poco ingombrante, leggera (20 t contro le 34 del Compatto originario, e le 40-50 dell'Mk 42) e di ridotto impatto sulla nave. In questo senso ha ottenuto il meglio che si poteva fare con i pesi previsti e la conseguente semplificazione del progetto. I proiettili, sparati uno ogni 3 secondi hanno una massa di circa 32 kg e una gittata di 23 km, e sono esplosivi, illuminanti e di altri tipi.
- I 2 CIWS Phalanx, installati in maniera tale da coprire i bersagli a giro d'orizzonte, sulla tuga prodiera e la sovrastruttura poppiera, avendo un doppio radar, uno di tiro e uno di scoperta autonomo e una elevata precisione, sono considerati sistemi d'arma buoni ed estremamente affidabili e, contrariamente ad altri sistemi analoghi, hanno dimostrato nei test la capacità di abbattere bersagli supersonici, ma, con un calibro di 20 mm sono un'arma relativamente poco potente rispetto alle altre della categoria. La cadenza di tiro non è eccezionale con 3.000/4.500 colpi al minuto e la portata massima piuttosto ridotta. Il Phalanx, tuttavia, essendo totalmente auto-contenuto, ha almeno il vantaggio di non avere parti sottocoperta, per cui può essere installato sopra qualunque parte della nave.
- I lanciamissili Mk 41 VLS, sistemi di lancio verticale per ordigni tattici e strategici. Essi sono il principale sistema dell'US Navy, entrati in servizio a partire dalla metà degli anni ottanta e diffusisi rapidamente per via delle loro eccellenti caratteristiche di polivalenza e potenza di fuoco. Le batterie di lancio sono date dai moduli base di 8 pozzi l'uno, con corazzatura protettiva standard per i boccaporti e inseriti in una struttura corazzata laterale. Ogni modulo ha un peso a vuoto di 13.302 kg, con la libera possibilità di ospitare diversi tipi di missili.

Questi sistemi di lancio, hanno una superiore affidabilità rispetto alle rampe di lancio convenzionali, essendo molto più semplici e ridondanti nel funzionamento (le vecchie rampe di lancio avevano un solo magazzino rotante, suscettibile di guasti capaci di metterlo fuori uso mentre qui ogni missile è già praticamente pronto al lancio). I VLS sono anche più leggeri, molto meno vulnerabili agli agenti atmosferici e ai danni, e concorrono a ridurre la traccia radar e termica della nave grazie al funzionamento degli apparati servomotori sotto il ponte e al lancio con la fiammata che investe il ponte piuttosto che le sovrastrutture. In caso di esplosione di un missile, questa troverebbe rapido sfogo tramite i portelli di coperta. Esiste la possibilità che gli incendi vadano fuori controllo, ma rispetto a navi che in passato sono state spezzate in due dalle esplosioni interne, si tratta di una differenza notevole.
La dotazione è variabile (come anche il peso totale), ma tipicamente comprende Standard SM-2MR, ASROC e BGM-109 Tomahawk, che inizialmente erano presenti anche nel modello antinave a lungo raggio (TASM), poi dismesso a causa dei tempi di volo troppo elevati verso il bersaglio, che rendevano problematico colpire una nave in movimento a lunga distanza (questo missile non aveva un data-link per l'aggiornamento).
La dotazione di lanciatori riguarda 8 moduli a prua e 4 a poppa, ma per un totale di 61+29 celle.
Tale valore è dovuto ad un motivo preciso: per ogni batteria di lancio è stato realizzato un apparato integrato per la ricarica, sistemato in uno dei moduli, che ha una gru idraulica retrattile.
Il modulo speciale ha un peso maggiore, ma grazie alla compattezza delle macchine riesce ancora ad ospitare 5 missili. La capacità di ricarica in mare è notevolmente importante per le operazioni oceaniche a lungo raggio della US Navy. I missili originariamente previsti erano prevalentemente offensivi, con 56 BGM-109 Tomahawk e 34 missili SM-2 e ASROC, ma la dotazione può variare a seconda della situazione. La cadenza di fuoco, che arriva a circa 1 missile al secondo, è non meno importante, se si pensa che i lanciatori Mk 10 binati dei vecchi incrociatori non superavano i 4 al minuto, con gravi problemi di ingaggio contro minacce multiple.
- 2 lanciamissili quadrupli Harpoon. Armi standard dell'US Navy per la lotta antinave, con testata di 227 kg lanciabile a velocità subsonica su distanze di 90–130 km a seconda delle versioni, attacco radente o in picchiata e guida radar attiva. Sono totalmente esposti a poppa (senza nemmeno una copertura aggiuntiva stealth), nonostante lo spazio tra le sovrastrutture possa ospitarli in una disposizione maggiormente protetta, non sono mai stati integrati nel sistema Mk 41 VLS che pure potrebbe agevolmente ospitarli.
- 2 lanciasiluri leggeri Mk 32 da 324 mm, con tubi di lancio tripli e anch'essi esposti totalmente, a poppa della nave. In genere sono usate armi come le ultime versioni dei Mk 46, o i nuovi Mk 50 Barracuda.

### Il sistema AEGIS

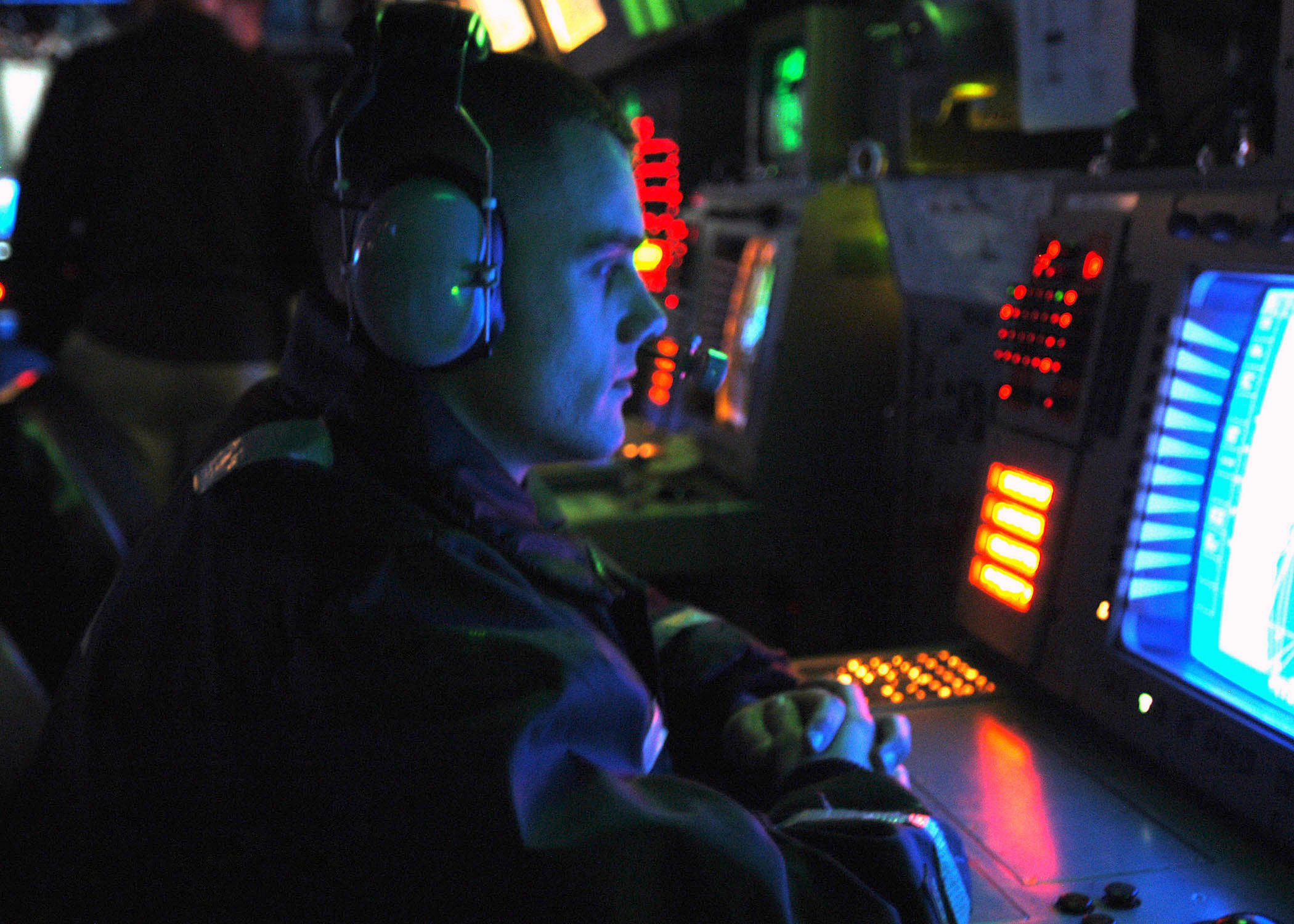
Gli schermi di nuovo modello adottati per le navi AEGIS più moderne, inclusi i Burke

Sviluppato dalla RCA Governement systems, adesso gestito dalla Lockheed Martin, e conosciuto originariamente anche come AMS, Advanced Surface Missile System, l'AEGIS è un apparato solid state capace di integrare i vari sottosistemi e far reagire la nave alla presenza di minacce di superficie, aeree e subacquee.
Il suo compito principale è la difesa aerea e missilistica. Esso è basato su diversi sottosistemi, che formano una sorta di sistema nervoso della nave.
- Anzitutto vi è il radar SPY-1D, con migliaia di 'occhi elettronici' costituiti da antenne a dipolo, orientabili elettronicamente con scansione di fase, e alloggiate in 4 pannelli sistemati sul blocco di sovrastrutture di prua, con copertura di 360 gradi; questo significa che non esistono parti in movimento ma vengono attivate di volta in volta solo delle specifiche zone di ogni pannello in modo da seguire il singolo bersaglio tracciato.

Si tratta di un radar tridimensionale, in banda E/F e possibilità di cambiamento rapido di lunghezza d'onda (frequency hopping) per confondere il principale pericolo, quello dei missili antiradar, potenza di picco combinata superiore ai 2 MW e sistemazione su strutture di supporto realizzate in materiali compositi per ridurre la traccia radar, e irrobustiti per resistere a danni limitati (schegge, onde d'urto).
È un sistema innovativo rispetto ai tradizionali radar rotanti, che con la scansione meccanica o elettronica valutano anche la quota (mai banale da ottenere con un qualsiasi radar, perché basicamente esso è un sistema bidimensionale). La scansione elettronica della direzione oltre che dell'elevazione non è una novità perché già i colossali radar Mammouth tedeschi del 1943 ne erano dotati, avendo una grande antenna fissa per assicurare un lungo raggio di scoperta. La velocità di scansione da parte di ciascuna delle 4 antenne supera i 200 gradi al secondo, ed è possibile seguire centinaia di bersagli a giro d'orizzonte grazie anche alla memoria dell'elaboratore centrale.
Nonostante gli indubbi vantaggi di rapidità e affidabilità rispetto ai radar convenzionali, l'SPY-1 ha un costo molto superiore ai radar tradizionali e pesi in alto elevatissimi. Visto che i dislocamenti minimi richiesti sono dell'ordine delle 5.000 tonnellate, già questo esclude gran parte delle navi militari in uso nel mondo.
Quindi, nonostante la realizzazione del modello leggero SPY-1F molte Marine hanno optato per radar che rappresentano un compromesso, con una sola antenna rotante anziché 4 fisse come l'ARABEL francese e l'EMPAR italo-inglese, le cui antenne rotanti a 30-60 giri al minuto (i primi radar ruotavano in genere sui 5-10 giri/min), minimizzano la differenza con i sistemi con 4 antenne fisse.
Un vantaggio dell'SPY-1 è che, in caso di danni a bordo o di un guasto, esso non si spegne totalmente, ma al più resta cieco un settore. Di fatto, l'elettronica allo stadio solido e la ridondanza dei sistemi ha reso possibile un'elevatissima affidabilità e poca manutenzione rispetto ai vecchi sistemi a valvole, rendendo possibile un'operatività quasi continua 24h su 24, cosa prima tutt'altro che garantita (una ricerca del 1962 su navi armate con missili antiaerei evidenziò una prontezza operativa del 30%, da cui il programma Get Well per migliorarle sostanzialmente).
- Oltre al radar l'AEGIS si caratterizza per l'unità di controllo e valutazione: il computer centrale Mk1. Questa era basato originariamente su di un elaboratore Unisys Univac AN/UYK-7 e una serie di consolle nella centrale operativa, che permettevano di interfacciare il sistema con operatori umani per la presentazione dei dati e le procedure di identificazione e decisione. In seguito, data la rapida evoluzione dell'elettronica, sono arrivati gli UYK-43 o 44, e consolle di nuova generazione ad alta risoluzione.

Il sistema consente operazioni in 3 modalità diverse: manuale, semiautomatica e automatica. In quest'ultima modalità i tempi di reazione sono ridotti al minimo e un intruso, non identificato come amico, viene attaccato con le armi di bordo fino alla sua distruzione, come è avvenuto nel caso dell'Airbus iraniano abbattuto nel 1988.

### Gli altri apparati
I sistemi di bordo, tutti connessi al sistema di combattimento AEGIS, sono vari e tutti di elevata importanza e contenuto tecnologico, come è logico per le navi di prima linea dell'US Navy.
- Il sistema di combattimento antiaereo è l'FCS, che comprende 3 radar illuminatori SPG-62, uno a prua e 2 a poppa. Essi sono disgiunti dal radar SPY-1, a differenza di quello che accade con il MIM-104 Patriot dell'US Army, e consentono di illuminare i bersagli per i missili SM-2 solo per la fase finale di circa 10 miglia, mentre inizialmente i missili hanno un sistema di volo comandato da un autopilota (è questa la principale differenza tra gli SM-2 e i precedenti SM-1). In tal modo è possibile ingaggiare fino a 10 o più bersagli quasi contemporaneamente, facendo volare i missili verso gli obiettivi in sequenza, usando il radar SPG solo per i secondi finali. Inoltre il bersaglio ha meno probabilità di capire se è sotto attacco e difendersi. La traiettoria del missile può essere meglio regolata per la massima portata possibile. La portata media ufficiale dei radar è di 30 miglia (55 km) ma in pratica dovrebbe essere abbondantemente superata.

Esistono, comunque, alcuni inconvenienti: se si tratta di bersagli a volo radente, che arrivano per esempio da prua, è probabile che siano nel campo di tiro di un solo radar SPG, e data la ridotta distanza di scoperta a bassa quota, è molto verosimile che a quel punto non sia più possibile l'ingaggio di più bersagli in simultanea (per la necessità di guidare il missile negli ultimi 10-20 km). Così la possibilità teorica di ingaggiare 10-12 bersagli quasi in simultanea a media quota, calerebbe rapidamente ad uno o due. Nel panorama tipico di difesa ipotizzato (attacchi con missili sovietici lanciati da alta quota) non era un grave handicap, ma armi a volo radente come gli Exocet hanno caratteristiche ben differenti. Infatti sono subsoniche, ma volano sotto i 10 m di quota.
- Radar di navigazione AN/SPS-64, rotante a 33 giri al minuto
- Un radar di scoperta in superficie AN/SPS-67, evoluzione del AN/SPS-10, per navigazione, scoperta navale, e limitatamente, scoperta di aerei o missili entro brevi distanze e bassa quota. Tra le caratteristiche: Banda I/J, capacità di frequency hopping per ridurre la vulnerabilità ai missili antiradar e costo di sviluppo limitato a circa 3 milioni di dollari, essendo una estrapolazione del vecchio AN/SPS-10 eseguita dalla Norden nel 1988. Esso è un sensore importante, perché i Burke sono altrimenti limitati al solo SPY-1 come unità principale, non molto efficace contro bersagli vicini alle coste o a quote molto basse, anche perché sistemato più in basso sul livello del mare.
- Il sistema di tiro optronico Seafire con apparati laser e televisivi per il tiro con il cannone da 127 mm. Erano in fase di sviluppo proiettili a guida laser DEADEYE da 127 mm per massimizzare l'efficacia del cannone Mk 45, rendendo trascurabile il problema della bassa cadenza di tiro, ma non sono mai entrati in servizio.
- Per i Phalanx vi è un sistema di fuoco chiamato GFCS, Gun Fire Control System.
- Per i siluri antisommergibile o per gli ASROC vi è un sistema di fuoco specifico, l'MK 116 con apposita centralina di lancio.
- L'apparato di ECM SLQ-32, standard per l'US Navy, caratterizzato, nelle sue ultime versioni sia dalla possibilità di intercettare i radar ostili e analizzare le emissioni, che disturbarle in una certa gamma di frequenze e collegandosi anche con i lanciatori di chaff–flare Mark 36 SRBOC, 2 per nave. Il modello SLQ-32(V) Mod.2 è stato sviluppato dalla Rayteon con un costo di 3,7 milioni di dollari. Esso è costituito da una serie di sottosistemi modulari integrati in un unico apparato, per espletare le varie funzioni richieste:
- I due lanciatori di chaff/flare Mk 36 Super RBOC, tipici per l'US Navy.
- I sonar presenti sono riuniti in una architettura integrata chiamata AN/SQQ-89(V). Esso è stato progettato da un team di industrie guidate dalla General Dynamics con un contratto di 44 milioni di dollari. Si tratta di un sistema pensato per i Ticos, costituito da un sensore di prua AN/SQ-53C (banda LF) e una catena di sonar passivi rimorchiati SQS-53C.

Il primo di questi ha una potenza elevata data da una serie di amplificatori a cascata per ciascun elemento trasduttore, ed è governato da un processore di segnale AN/UYS-1 e un calcolatore AN/UYK-44, interfacciati con il sistema AN/SQQ-89.
L'SRQ-19 ha una struttura rimorchiata da un cavo di 1700 m e tale struttura è costituita da una serie di moduli passivi su sugli ultimi 245 m del cavo: 8 in banda VLF, 4 in LF, 2 MF, e 2 HF. Gli apparecchi rimorchiati sono prevalentemente di tipo attivo. I dati tattici sono riportati su consolle standard AY/UYQ-2(V) e passati, eventualmente a quella del sistema di fuoco Mk 116.
- Vi è un altro sistema subacqueo, per bersagli rimorchiati antisiluro, denominato SLQ-25 Nixie, sistema anch'esso standard per la US Navy.
- Comunicazioni, C3I: la nave è dotata di una serie completa di apparati di comunicazione in banda MF, HF, VHF (30-163 MHz, con 3 sistemi e 5 antenne), UHF(220-400 MHz, con 17 antenne di 3 tipi diversi), SHF, con antenne rispettivamente filari, a 'spade' e a stilo. Vi è anche un set SATCOMM (sistema di comunicazioni satellitari, apparati diversi con 6 antenne), ed infine un sistema di comunicazioni infrarosse, con 2 sensori sull'alberatura, a lato delle antenne VHF verticali.

In tutto, per la comunicazione vi sono 21 sistemi diversi, inclusi telefoni interni ed esterni. 10 apparecchi diversi sono disponibili per la navigazione, incluso il radar SPS-64 e il cronometro navale modello "85".
La nave trasmette dati e informazioni sia all'interno che con l'esterno. All'interno ha una LAN basata su di un 'backbone' in fibra ottica, dotato di code in fibra ottica, e concentratori di linee per raggiungere le varie parti della nave.
Le fibre ottiche, una rivoluzione degli anni ottanta, hanno permesso alcuni vantaggi, come l'invulnerabilità ad impulsi EMP nucleari (anche se qualche minuto di black-out più o meno totale è preventivabile in caso di esplosioni vicine), maggiore velocità di comunicazione e una maggiore sicurezza in caso di incendio a bordo, non essendo presenti i materiali isolanti (e infiammabili) tipici dei fili elettrici.
- NTDS: Naval Tactical Data System, sviluppo del MIL-STD-1397 Bus[20] ovvero un apparato di ricezione e invio di informazioni tattiche con terminali sia interni che esterni, con inserimento di informazioni sia manualmente che automaticamente. La serie NTDS, utilizzante i sistemi di comunicazione di cui sopra, è stata sviluppata dalla Hughes Aircraft nei tardi anni '50, e le sue versioni sono presenti a bordo di numerose navi statunitensi, fino al livello delle fregate (ma solo per la recente classe Perry).

Gli elementi dell'NTDS comprendono pannelli di controllo, apparati di informazione e calcolatori AN/UY-4. I canali di trasmissione dei dati sono il Link 4, 11 e 14, ma soprattutto il JTDS, che significa Joint Tactical Data System (sistema integrato dati tattici).
Quest'ultimo è un sottosistema dell'NTDS, ma si è sviluppato in maniera tale da diventare un elemento fondamentale dei mezzi da combattimento USA, sia di terra che di mare o aerei. I Burke sono dotati di un apparato Classe 2 di 1 kW di potenza nominale (se di modello H), che ha una frequenza di 960-1215 MHz e funziona secondo sofisticate tecnologie elettroniche. Una di queste è l'ampio spettro in cui viene effettuata la trasmissione, che rende le comunicazioni più difficili da disturbare, ma dall'altro rende le stesse più facilmente intercettabili. Per questo è stata introdotta la tecnica del 'frequency hopping' (salto di frequenza), che permette anche di comunicare in maniera criptata. Il flusso di impulsi ha una 'testa' che consiste nel sincronizzare la ricevente sui 'salti' che la trasmittente compirà nella comunicazione. La tecnica è chiamata DTDMA (distribuited time division multiple access). Questo significa che ogni utente ha un tempo prefissato per lanciare all'etere le proprie informazioni, che verranno ricevute dagli altri secondo la sequenza di modulazione usata.
Altri link (collegamenti) per flussi dati sono presenti a bordo:
Link 11, che nel suo ultimo modello ha una funzione di coordinare la difesa nell'ambito dei gruppi navali, fornendo a tutte le navi le informazioni di cui si dispone, così ogni nave ha la 'visione' di quello che le altre vedono, allargando l'orizzonte, specialmente a bassa quota, dove i radar non hanno una grande portata. Inoltre, una formazione può tenere i radar spenti lasciandone solo una con un radar acceso. Il Link ha una ridotta resistenza alla ECM, ma è comunque migliorato rispetto alle precedenti versioni. Le comunicazioni sono possibili in HF e UHF.
- Un Link minore è il Link 14, con bassa velocità trasmissione dati (75 Baud) usato per comunicare con navi non compatibili con l'NTDS. Ha portata entro l'orizzonte e opera in UHF.
- Il Link 4, tenuto per collegare i caccia intercettori che hanno le necessarie interfacce (inizialmente solo gli F-14D) con la fornitura dei dati necessari, soprattutto per le missioni di intercettazione. Opera in UHF.
- Infine vi è il Link 16, con una capacità multicanale e ad ampio spettro, già in sperimentazione nel 1991, ma all'inizio non ancora utilizzato; è il tipo che sta rimpiazzando i precedenti sistemi.
- Vi è anche il sistema AN/CRN-20, poiché se il controllo del volo degli elicotteri in appontaggio, TACAN, è dato dal JTIDS, per vecchie macchine non compatibili con questi è presente quest'apparato.

A differenza dei Ticonderoga, i Burke non hanno un radar bidimensionale a lungo raggio come l'SPS-49 e si affidano solo all'SPY-1. Questo fatto si deve forse alla migliorata portata dei più recenti SPY, ma l'appoggio di un radar come un bidimensionale a lungo raggio fornisce un ausilio utile, anche perché l'SPY non ha mai avuto priorità in termini di portata. Inoltre esso non ha una capacità 'attiva' per guidare direttamente i missili, come l'ARABEL, e necessita di radar appositi, che con il loro basso numero e il limitato campo visivo riducono le possibilità teoriche d'ingaggio multiplo.

## Elenco navi operative
Elenco delle navi operative al 2024
|                     |                 |                                    |                   |                   |                     |                     |
| Hull classification | Nome            | Ordinazione e cantiere             | Impostazione      | Varo              | Entrata in servizio | Radiazione prevista |
| ------------------- | --------------- | ---------------------------------- | ----------------- | ----------------- | ------------------- | ------------------- |
| DDG-51              | Arleigh Burke   | 1985, Cantieri Bath, Norfolk       | 6 dicembre 1988   | 16 settembre 1989 | 4 luglio 1991       | 2026                |
| DDG-52              | Barry           | 1987, Cantieri Ingalls, Norfolk    | 26 febbraio 1990  | 10 maggio 1991    | 12 dicembre 1992    | 2027                |
| DDG-53              | John Paul Jones | 1987, Cantieri Bath, S. Diego      | 8 agosto 1990     | 26 ottobre 1991   | 18 dicembre 1993    | 2028                |
| DDG-54              | Curtis Wilbur   | 1989, Cantieri Bath, Yokosuka      | 12 marzo 1991     | 16 maggio 1992    | 19 marzo 1994       | 2029                |
| DDG-55              | Stout           | 1989, Cantieri Ingalls, Norfolk    | 13 settembre 1991 | 16 maggio 1992    | 13 agosto 1994      | 2029                |
| DDG-56              | John S. McCain  | 1989, Cantieri Bath, Yokosuka      | 3 settembre 1991  | 26 settembre 1992 | 2 luglio 1994       | 2029                |
| DDG-57              | Mitscher        | 1989, Cantieri Ingalls, Norfolk    | 12 febbraio 1992  | 7 maggio 1993     | 10 dicembre 1994    | 2029                |
| DDG-58              | Laboon          | 1989, Cantieri Bath, Norfolk       | 23 marzo 1992     | 20 febbraio 1993  | 18 marzo 1995       | 2029                |
| DDG-59              | Russell         | 1990, Cantieri Ingalls, P. Harbour | 27 luglio 1992    | 23 ottobre 1993   | 20 maggio 1995      | 2030                |
| DDG-60              | Paul Hamilton   | 1990, Cantieri Bath, P. Harbour    | 28 ottobre 1992   | 24 luglio 1993    | 27 maggio 1995      | 2030                |
| DDG-61              | Ramage          | 1990, Cantieri Ingalls, Norfolk    | 4 gennaio 1993    | 11 febbraio 1994  | 22 luglio 1995      | 2030                |
| DDG-62              | Fitzgerald      | 1990, Cantieri Bath, S. Diego      | 9 febbraio 1993   | 29 gennaio 1994   | 14 ottobre 1995     | 2030                |
| DDG-63              | Stethem         | 1990, Cantieri Ingalls, S. Diego   | 10 maggio 1993    | 17 giugno 1994    | 21 ottobre 1995     | 2027                |
| DDG-64              | Carney          | 1991, Cantieri Bath, Mayport       | 3 agosto 1993     | 23 luglio 1994    | 13 aprile 1996      | 2031                |
| DDG-65              | Benfold         | 1991, Cantieri Ingalls, San Diego  | 27 settembre 1993 | novembre 1994     | 30 marzo 1996       | 2031                |
| DDG-66              | Gonzalez        | 1991, Bath, Norfolk                | 3 febbraio 1994   | 17 dicembre 1994  | 12 ottobre 1996     | 2031                |
| DDG-67              | Cole            | 1991, Cantieri Ingalls, Norfolk    | 28 febbraio 1994  | aprile 1995       | 8 agosto 1996       | 2031                |
| DDG-68              | The Sullivans   | 1992, Cantieri Bath, Mayport       | 31 luglio 1994    | 13 maggio 1995    | 19 aprile 1997      | 2032                |
| DDG-69              | Milius          | 1992, Cantieri Ingalls, San Diego  | agosto 1994       | settembre 1995    | 23 novembre 1996    | 2032                |
| DDG-70              | Hopper          | 1992, Cantieri Bath, Pearl Harbor  | febbraio 1995     | gennaio 1996      | 6 settembre 1997    | 2032                |
| DDG-71              | Ross            | 1987, Cantieri Ingalls, Norfolk    | aprile 1995       | Maggio 1996       | 28 giugno 1997      | 2032                |
|                     | Flight II       |                                    |                   |                   |                     |                     |
| DDG-72              | Mahan           | 1992, Cantieri Bath, Norfolk       | 17 agosto 1995    | 29 giugno 1996    | 14 febbraio 1998    | 2033                |
| DDG-73              | Decatur         | 1993, Cantieri Bath, San Diego     | 11 gennaio 1996   | 10 novembre 1996  | 29 agosto 1998      | 2034                |
| DDG-74              | Mc Faul         | 1993, Cantieri Ingalls, Norfolk    | 26 gennaio 1996   | 18 gennaio 1997   | 25 aprile 1998      | 2032                |
| DDG-75              | Donald Cook     | 1993, Cantieri Bath, Norfolk       | 9 luglio 1996     | 3 maggio 1997     | 4 dicembre 1998     | 2032                |
| DDG-76              | Higgins         | 1993, Cantieri Bath, San Diego     | 14 novembre 1996  | 4 ottobre 1997    | 24 aprile 1999      | 2034                |
| DDG-77              | O'Kane          | 1994, Cantieri Bath, Pearl Harbour | 8 maggio 1997     | 28 marzo 1998     | 23 ottobre 1999     | 2034                |
| DDG-78              | Porter          | 1994, Cantieri Ingalls, Norfolk    | 2 dicembre 1996   | 12 novembre 1997  | 20 marzo 1999       | 2034                |

|                     |                           |                                       |                   |                 |                     |                     |
| Hull classification | Nome                      | Ordinazione e cantiere                | Impostazione      | Varo            | Entrata in servizio | Radiazione prevista |
| ------------------- | ------------------------- | ------------------------------------- | ----------------- | --------------- | ------------------- | ------------------- |
| DDG-79              | Oscar Austin              | 1994, Cantieri Bath, Norfolk          | 19 agosto 2000    |                 |                     | 2034                |
| DDG-80              | Roosevelt                 | 1995, Cantieri Ingalls, Mayport       | 14 ottobre 2000   |                 |                     | 2035                |
| DDG-81              | Winston Churchill         | 1995, Cantieri Bath, Norfolk          | 10 marzo 2001     |                 |                     | 2036                |
| DDG-82              | Lassen                    | 1996, Cantieri Ingalls                | 21 aprile 2001    |                 |                     | 2036                |
| DDG-83              | Howard                    | 1996, Cantieri Bath, San Diego        | 20 ottobre 2001   |                 |                     | 2036                |
| DDG-84              | Bulkeley                  | 1996, Cantieri Ingalls, Norfolk       | 8 dicembre 2001   |                 |                     | 2036                |
| DDG-85              | McCampbell                | 1996, Cantieri Ingalls                | 17 agosto 2001    |                 |                     | 2037                |
| DDG-86              | Shoup                     | 1997, Cantieri Ingalls                | 22 giugno 2002    |                 |                     | 2037                |
| DDG-87              | Mason                     | 1997, Cantieri Bath                   | 12 aprile 2003    |                 |                     | 2037                |
| DDG-88              | Preble                    | 1997, Cantieri Ingalls                | 9 novembre 2002   |                 |                     | 2037                |
| DDG-89              | Mustin                    | 1998, Cantieri Ingalls                | 26 luglio 2003    |                 |                     | 2037                |
| DDG-90              | Chaffee                   | 1998, Cantieri Bath                   | 18 ottobre 2003   |                 |                     | 2038                |
| DDG-91              | Pinckney                  | 1998, Cantieri Ingalls                | 29 maggio 2004    |                 |                     | 2038                |
| DDG-92              | Momsen                    | 1998, Cantieri Bath                   | 28 agosto 2004    |                 |                     | 2038                |
| DDG-93              | Chung-Hoon                | 1999, Cantieri Ingalls                | 18 settembre 2004 |                 |                     | 2039                |
| DDG-94              | Nitze                     | 1999, Cantieri Bath                   | 5 marzo 2005      |                 |                     | 2039                |
| DDG-95              | James E. Williams         | 1999, Cantieri Ingalls                | 11 dicembre 2004  |                 |                     | 2039                |
| DDG-96              | Bainbridge                | 2000, Cantieri Bath                   | 12 novembre 2005  |                 |                     | 2040                |
| DDG-97              | Halsey                    | 2000, Cantieri Ingalls                | 30 luglio 2005    |                 |                     | 2040                |
| DDG-98              | Forrest Sherman           | 2000, Cantieri Ingalls                | 28 gennaio 2006   |                 |                     | 2040                |
| DDG-99              | Farragut                  | 2001, Cantieri Bath                   | 10 giugno 2006    |                 |                     | 2041                |
| DDG-100             | Kidd                      | 2001, Cantieri Ingalls                | febbraio 2006     |                 |                     | 2041                |
| DDG-101             | Gridley                   | 2001, Cantieri Bath                   | 10 febbraio 2006  |                 |                     | 2041                |
| DDG-102             | Sampson                   | 2002, Cantieri Ingalls                | marzo 2007        |                 |                     | 2042                |
| DDG-103             | Truxtun                   | 2002, Cantieri Bath                   | giugno 2007       |                 |                     | 2042                |
| DDG-104             | Sterett                   | 2002, Cantieri Ingalls                | novembre 2007     |                 |                     | 2042                |
| DDG-105             | Dewey                     | 2003, Cantieri Bath                   | maggio 2008       |                 |                     | 2043                |
| DDG-106             | Stockdale                 | 2003, Cantieri Ingalls                | giugno 2008       |                 |                     | 2043                |
| DDG-107             | Gravely                   | 2004, Cantieri Ingalls                | marzo 2009        |                 |                     | 2043                |
| DDG-108             | Wayne E. Meyer            | 2004, Cantieri Bath                   | gennaio 2009      |                 |                     | 2044                |
| DDG-109             | Jason Dunham              | 2004, Cantieri Bath                   | agosto 2009       |                 |                     | 2044                |
| DDG-110             | William P. Lawrence       | 2005, Cantieri Ingalls                | giugno 2010       |                 |                     | 2045                |
| DDG-111             | Spruance                  | 2005, Cantieri Bath                   | maggio 2010       |                 |                     | 2045                |
| DDG-112             | Michael Murphy            | 2005, Cantieri Bath                   | dicembre 2010     |                 |                     | 2045                |
| DDG-113             | John Finn                 | 2011, Ingalls Shipbuilding            | giugno 2016       |                 |                     | 2046                |
| DDG-114             | Ralph Johnson             | 2011, Ingalls Shipbuilding            | agosto 2016       |                 |                     | 2046                |
| DDG-115             | Raphael Peralta           | 2011, Bath Iron Works                 | dicembre 2016     |                 |                     | 2046                |
| DDG-116             | Thomas Hudner             | 2012, Bath Iron Works                 | 16 novembre 2015  | 1 aprile 2017   | 1 dicembre 2018     | 2047                |
| DDG-117             | Paul Ignatius             | 2013, Huntington Ingalls Shipbuilding | 20 ottobre 2015   | 8 aprile 2017   | 27 luglio 2019      |                     |
| DDG-118             | Daniel Inouye             | 2013, Bath Iron Works                 | 14 maggio 2018    | 22 giugno 2019  | 8 dicembre 2021     |                     |
| DDG-119             | Delbert D. Black          | 2013, Huntington Ingalls Shipbuilding | 1 giugno 2016     | 4 novembre 2017 | 26 settembre 2020   |                     |
| DDG-120             | Carl M. Levin             | 2014, Bath Iron Works                 | 1 febbraio 2019   | 2 ottobre 2021  | 24 giugno 2023      |                     |
| DDG-121             | Frank E. Petersen Jr.     | 2013, Huntington Ingalls Shipbuilding | 21 febbraio 2017  | 6 ottobre 2018  | 14 maggio 2022      |                     |
| DDG-122             | John Basilone             | 2013, Bath Iron Works                 | 10 gennaio 2020   | 18 giugno 2022  | 9 novembre 2024     |                     |
| DDG-123             | Lenah H. Sutcliffe Higbee | 2013, Cantieri Ingalls                | 14 novembre 2017  | 24 aprile 2021  | 13 maggio 2023      |                     |

|                     |               |                        |                 |               |                     |                     |
| Hull classification | Nome          | Ordinazione e cantiere | Impostazione    | Varo          | Entrata in servizio | Radiazione prevista |
| ------------------- | ------------- | ---------------------- | --------------- | ------------- | ------------------- | ------------------- |
| DDG-125             | Jack H. Lucas | 2013, Cantieri Ingalls | 7 novembre 2019 | 26 marzo 2022 | 7 ottobre 2023      |                     |

## Carriera operativa e sviluppo
Questi cacciatorpediniere lanciamissili sono stati realizzati a partire dalla fine degli anni '80. La nave capoclasse è stata impostata il 14 luglio 1986, nei cantieri Bath Ironworks, che avevano vinto la gara bandita nell'agosto 1984, mentre i cantieri Ingalls ottennero la realizzazione della seconda.
Le navi sono state progettate con tecniche di progettazione computerizzate e sono state realizzate in maniera modulare, con procedimenti CAM.
Nel settembre 1989 la capoclasse DDG-51 Arleigh A. Burke, venne varata, oramai completata al 70%, con l'entrata in servizio prevista per il mese successivo. La notevole difficoltà di amministrare il programma in maniera efficiente ha portato i tempi di realizzazione da 51 a 68 mesi, impedendole così di partecipare sia all'ultima fase della guerra fredda che a Desert Storm.
La DDG-51 ha eseguito le prove in mare nell'ottobre 1990 per arrivare alla consegna, dopo ulteriori ritardi, il 4 luglio del '91.
Il costo unitario della nave è stato di 920 milioni di dollari, ma nel mettere a regime la produzione in grande serie ci si aspettava una riduzione del costo unitario a circa 800-850 milioni.
Considerate dall'US Navy come le navi da combattimento più capaci del mondo, i Burke hanno una parte sempre più consistente nella flotta statunitense. Pensate per combattere le navi e gli aerei sovietici, con i loro attacchi missilistici di saturazione, si sono dimostrate navi flessibili nell'impiego, ma anche necessitanti di modifiche per migliorarne le prestazioni nel ruolo antisommergibile, costiero, e antimissile balistico. Le loro mansioni originali erano invece quelle dei difesa aerea dei gruppi portaerei, lotta antinave, e solo limitatamente antisommergibile.
I 'Burke' originariamente vennero ordinati in 29 esemplari con l'obiettivo di arrivare successivamente ad 80, ma con la fine della guerra fredda si è ridotto il programma a 50 esemplari, per poi risalire a 57. Anche così essi superano in numero le più leggere fregate classe Oliver Hazard Perry, che erano state fin da allora le navi missilistiche statunitensi più numerose.
Negli ultimi 15 anni l'US Navy ha quindi privilegiato le navi di grande dimensione e potenza, non implementando unità leggere.
Nel 1992 erano già state finanziate 22 navi, inclusa la prima Flight II, leggermente migliorata nei sistemi di combattimento. Inizialmente le navi sono state introdotte in servizio in modo assai lento, con la seconda arrivata in linea nel 1992 e la terza nel 1993. Poi ne sono seguite 4 nel solo 1994, 6 nel 1995, 5 nel 1996 e 3 nel 1997. A questo punto le 21 Flight I erano completate.
I Burke Flight II, introdotti nell'anno finanziario 1992 hanno beneficiato di miglioramenti ai missili SM-2 e al radar AEGIS e hanno costituito una forza di altre 7 navi, ma si è trattato di una fase intermedia nell'evoluzione di tali unità.
Per il 21 aprile 1997, l'US Navy aveva 38 'Burke' in ordinazione e pianificava altre 19 unità, che hanno ricevuto i fondi entro l'anno fiscale 2004.
Mentre il XX secolo si chiudeva, arrivavano anche le prime 3 navi del Flight IIA, portando il numero a 31.
I 'Burke' Flight IIA sono navi notevolmente rinnovate, con alcune modifiche di importanza fondamentale. Nel 1994 il progetto è stato rivisto nella zona poppiera, per ovviare al suo principale limite: la mancanza di elicotteri. Quindi sono stati aggiunti gli hangar per 2 SH-60 Seahawk antisommergibile, completando così il sistema ASW noto come LAMPS III, che era presente fin dall'inizio ma senza velivoli a bordo. Per via dell'hangar, la sovrastruttura del blocco poppiero è stata rivista spostando le sue 2 antenne SPY-1D più in alto di 2,4 metri.
La forma dello scafo è stata modificata per una migliore tenuta al mare. L'hangar ha comportato un aumento notevole dell'altezza baricentrica con la necessità di compensare eliminando pesi in alto, tra cui i missili Harpoon. Le navi moderne hanno tutte problemi del genere, e utilizzare sovrastrutture in lega d'acciaio e contemporaneamente radar di grande massa è molto difficile, specie con navi piccole. Il problema è accentuato con l'SPY-1, che non ha una singola antenna rotante, ma 4 fisse per complessivi 54 m². Sebbene non siano sull'albero o sopra la sovrastruttura, esse richiedono comunque una certa altezza sul mare, e quindi strutture massicce e pesanti per includerle.
La prima Flight 2A è l'USS Oscar Austin (DDG-79), mentre l'aggiornamento dell'AEGIS è arrivato al Baseline 6.1. Per compensare la mancanza degli Harpoon, un modulo aggiuntivo Mk 41 è stato sistemato a poppa, compensando lo stesso numero di missili rimossi, anche se di diverse caratteristiche.
Inoltre, appena disponibile si suppone di sostituire il Phalanx con il cannone Bofors da 57 mm, scelto come il nuovo CIWS dell'US Navy. Questa arma gode di una gittata utile di 5 km. Nel frattempo, seguendo le tendenze generali per i 'conflitti a bassa intensità', sono state installate a bordo di molte navi 4 mitragliatrici M2HB da 12,7mm contro le minacce costituite da piccoli natanti o mine alla deriva.
Sempre a proposito di mine, i 'Burke' sono stati sperimentati anche con armi reali. Una nave, il DDG-81 Churchill, è stata sottoposta a test in cui, nelle sue vicinanze, sono state fatte esplodere cariche anche di 7 tonnellate. Sono stati registrati solo danni minori, nonostante la distanza fosse dell'ordine, deducibile dalle foto rilasciate, di 150-200m. Va tuttavia ricordato che le esplosioni dissipano l'energia con il cubo della distanza, e quello che una carica da 7 t non riesce a fare a 150 m può teoricamente farlo una 125 volte più debole a 30, come si è visto nel caso del Cole.

### Ulteriori miglioramenti
Altre modifiche significative sono state utilizzate con i caccia successivi: il Winston Churchill (DDG-81) è stato dotato di un nuovo cannone, il 127 mm con canna da 62 calibri e munizioni speciali (razzo più guida GPS), che consentono di sparare ad oltre 110 km di distanza, comparabile con la gittata di un missile Harpoon. Sommato al fatto che queste munizioni hanno un sistema di guida avanzato, questo rende il cannone dotato di capacità mai prima d'ora avute da tali armi.
Il Mc Campbell (DDG-85) invece ha introdotto una piena capacità di ingaggio dei missili balistici di teatro, ovvero a media gittata (TBMD), prima provata solo con i Ticos.
Un'altra innovazione di notevole interesse è la capacità di caccia alle mine, che dal 1950 in poi, sono state le responsabili di danni o perdita per 14 navi statunitensi su 18 colpite.
Dopo un programma dell'ufficio per i programmi esecutivi relativi alla guerra di mine, è stato sviluppato un veicolo subacqueo automatico (UUV, Unmanned Underwater Vehicle, l'equivalente degli UAV aeronautici), che è stato studiato per essere compatibile con le navi AEGIS. Esso è lungo 7 metri e dispone di un sonar filabile per scoprire le mine antinave. Può operare in maniera autonoma oppure essere teleguidato. Il motore è tutt'altro che esotico, essendo un diesel Cummings da 370 hp con uno snorkel e un'antenna di comunicazione che escono dall'acqua. I dati sono interfacciati con il sistema sonar SQQ-89 e quindi con l'AEGIS e tutte le navi collegate in rete con il Link 16. è previsto che questi UUV (chiamati anche "orche") vengano adottati dagli ultimi 25 Burke.
In termini ecologici alcune navi prodotte, a partire dalla DDG-83, hanno un sistema ecocompatibile per il condizionamento dell'aria, nel senso che non fa uso di fluidi refrigeranti di tipo CFC. Questo nuovo sistema di condizionamento, sviluppato con un progetto partito nel 1996, ha anche altre positive ripercussioni sul miglioramento dell'efficienza generale.
Nel frattempo, le navi classe Burke di base stanno per essere aggiornate a vari standard, come il sistema AEGIS Baseline 6 Phase III, Baseline 7 Phase I, II, e successivi.
Il Ticonderoga nel 1983 entrò in servizio come primo AEGIS e aveva il Baseline 0. Sei anni dopo, nel 1989, il suo gemello Chosin aveva il Baseline 3, quasi uguale a quello dei primi Burke, praticamente coevi. La differenza era che, su 865 componenti del Ticonderoga, ne risultavano modificati 429, ne erano stati aggiunti altri 59 e il peso totale del sistema di combattimento era passato da 610.000 a 656.000 kg.
Il programma del computer centrale era passato da 820.000 a oltre 1 milione di righe ma il Baseline 4, -primi Burke e ultimi Ticos-, arriva a quasi 4 milioni per via dell'incorporazione di molta parte del programma precedente, di programmi aggiuntivi prima archiviati su dischetti, e di una copia di riserva.
Il Baseline 5 Phase III (si direbbe commercialmente, il 5.3) ha 6,5 milioni di righe, mentre il Baseline 7 ha incorporati computer di tipo commerciale, più rapidi nell'evolvere dei tipi militari, lasciati via via indietro nella corsa alle prestazioni che l'informatica civile ha avuto negli anni '90.

### Problemi di management
Le navi di questa classe non sono sfuggite agli inconvenienti della gestione pluriennale dei programmi, che negli USA e in Giappone sono finanziati anno per anno. Questo significa che, a differenza di altri Paesi, non viene ordinato fin dall'inizio un certo numero di unità da pagare anno per anno, ma una volta completato lo sviluppo si ordinano lotti annualmente, tenendo presente l'esigenza finale di averne una determinata quantità. Il vantaggio è che il sistema di approvvigionamenti è per certi versi migliore in termini di affidabilità delle consegne, ma la contropartita è che l'industria, tranne in occasione di massicci e improvvisi riequipaggiamenti, non lavora mai al massimo della capacità produttiva, causando inefficienze che determinano un costo marginale per unità prodotta più elevato di quello che si otterrebbe con altri sistemi. Un ulteriore rischio è che l'inflazione mandi i conti fuori controllo, come è di fatto avvenuto per numerosi programmi statunitensi.
Il ritmo di costruzione annuale era stabilito in 5 navi, ma è stato ridotto progressivamente a 3 per anno, prevedendo un totale di 84 unità AEGIS di tutti i tipi in servizio per il 2010. Questo rallentamento, motivato da problemi finanziari e strategici, ha portato ad una gestione del programma meno razionale, che ha comportato un aumento di costi consistente. 3 navi per anno, nel 1993, era considerato il minimo per sostenere l'industria cantieristica nazionale.
Nel 1997 sono stati ordinati altri 4 caccia per complessivi 3,6 miliardi di dollari, e il Congresso ha autorizzato nel contempo altre 12 unità per gli anni fiscali tra il 1998 e il 2001. Nondimeno, i primi 5,5 miliardi hanno permesso la costruzione di appena 6 navi.
Quando, dall'anno finanziario 2001, sono state richieste 2 navi all'anno il costo ha cominciato ad essere di circa 60-100 milioni di dollari superiore a quello previsto. Così, una serie di 6 navi costruita in 3 anni anziché due potrebbe essere più costosa di 360-600 milioni.
Il problema è anche di tipo politico-industriale, perché il programma DDX-21 per una classe di navi missilistiche di nuova generazione è slittato di qualche anno, e questa incertezza ha comportato una scelta drastica: pagare di più le singole navi con ordini maggiormente dilazionati per non correre il rischio di chiusura dei cantieri che dovrebbero costruire le navi future.

### Aggiornamenti dei sistemi
Le navi AEGIS hanno avuto una serie di migliorie che le rendono più efficaci in ogni ambito, essendo delle grosse piattaforme
per tecnologie allo stato dell'arte. Nei vari aggiornamenti hanno avuto migliorie al radar SPY-1D e ad altre componenti del sistema AEGIS, e missili Standard SM-2 Block II e IIA, e IV per la lotta contraerea, progressivamente migliorati per ingaggiare più efficacemente i bersagli a bassa quota (in specie i missili antinave) come anche il radar SPY-1D ha ulteriormente migliorato le modalità di scoperta di tali difficili bersagli. Inoltre è stato migliorato il livello di resistenza alle ECM.
Con i Missili Standard SM-2 Block IVA, IVB, e infine SM-3, dotati di prestazioni migliorate con una testata ad impatto diretto, si è raggiunto un livello di difesa antimissili balistici di teatro, contro armi di media e corta gittata. Dal 1993 i sistemi AEGIS sono stati sperimentati per seguire la traccia balistica dei missili, come confermato da numerosi test, per vedere come i radar siano capaci di seguire bersagli in volo a velocità e quote maggiori dell'usuale. L'AEGIS Baseline 6 ha incluso, dal caccia DDG-79 (quindi dal 29º Flight IIA), questa possibilità antibalistica.

### Flight III
Con la limitazione a sole tre unità dei futuri classe Zumwalt, si è deciso di riprendere la costruzione dei Burke. Tre unità sono state ordinate come Flight IIa, mentre le restanti saranno nella versione Flight III. Per quest'ultima serie è previsto un motore migliorato, mentre è probabile che anche il radar SPY-1 sia in una nuova versione, per ora indicata come SPY-1(V).

## Incidenti rilevanti

### Attentato al USSCole
Lo USS Cole, cacciatorpediniere della classe Burke, fu oggetto nell'ottobre 2000, nel porto yemenita di Aden, di un attentato terroristico che costò la vita a 17 marinai, mentre 39 rimasero feriti.

Il relitto fu fatto tornare negli Stati Uniti grazie all'uso della nave semisommergibile Blue Marlin.

### Collisione fra la USSPortere la MVOtowasan
Il 12 agosto 2012, la USS Porter entrò in collisione con la petroliera MV Otowasan vicino allo stretto di Hormuz. L'incidente non provocò feriti ma la US Navy rimosse il comandante del Porter. Le riparazioni richiesero due mesi di lavori e costarono 700.000 USD.

### Collisione fra la USSFitzgeralde la MVACX Crystal
Il 17 giugno 2017, la USS Fitzgerald entrò in collisione con la nave da trasporto ACX Crystal presso il porto giapponese di Yokosuka. Sette marinai persero la vita. Dopo un'inchiesta, il comandante del cacciatorpediniere, il primo ufficiale, ed il primo maresciallo furono rimossi. Inoltre, una dozzina di componenti dell'equipaggio subirono delle sanzioni amministrative. Le riparazioni si conclusero nel giugno del 2020.

### Collisione fra la USSJohn S. McCaine laAlnic MC
Il 21 agosto 2017, la USS John S. McCain entrò in collisione con la petroliera Alnic MC. L'incidente causò la morte di 10 marinai e ne ferì 48. Le cause dell'incidente furono determinate nel personale di plancia affaticato, una nuova interfaccia di navigazione troppo complessa, la mancata comunicazione tra le due navi ed il corridoio di navigazione sovraffollato. In seguito all'inchiesta della marina furono rimossi il capitano, il primo ufficiale ed il primo maresciallo del John S. McCain, inoltre furono sostituiti il comandante della Seventh Fleet statunitense, il comandante della flotta da battaglia, Task Force 70, ed il comandante della flotta dei cacciatorpediere a cui apparteneva il John S. McCain, Destroyer Squadron 15. I costi delle riparazioni superarono i 110 milioni di dollari e la nave rientrò in servizio nel giugno del 2020, quasi tre anni dopo l'incidente.

### Riviste specialistiche
- Enciclopedia Armi da guerra, fascicolo n.42, pagina 860. Presentazione dell'allora (1984) nuovo programma per i cacciatorpediniere statunitensi.
- Franco Prosperini. I caccia Arleig A. Burke in Rivista Italiana Difesa n. 1, gennaio 1993, pagg. 44-58. Sviluppo e la tecnica dei Burke.
- Il sistema AEGIS in Rivista Italiana Difesa, n.10, ottobre 1996, pagg. 38-56.
- Enrico Po. I Sistemi VLS in Rivista Italiana Difesa, n.7, luglio 1991, pagg. 76-86. Riguardo al sistema d'arma di per sé.
- Evans, Nicholas D., 2004. Military Gadgets: How Advanced Technology Is transforming Today's Battelfield and Tomorrow's, Financial Times Prentice Hall, 2004, ISBN 0-13-144021-7

### Volumi
- Green Michael, Green Gladis, 2004. Destroyers: The Arleigh Burke Class, Capstone Press, 2004, ISBN 0-7368-2722-6
- Green Michael, 1999 Destroyers, Capstone Press, 1999, ISBN 0-7368-0041-7

### Altro
- U.S.GAO (United States General Accounting Office).  Military Rediness - DOD Needs to reasessess program strategy, funding priorities and risks for selected equipment, DIANE publishing, ISBN 1-4289-4244-0